# Universidad de Tampere (1925-2018)

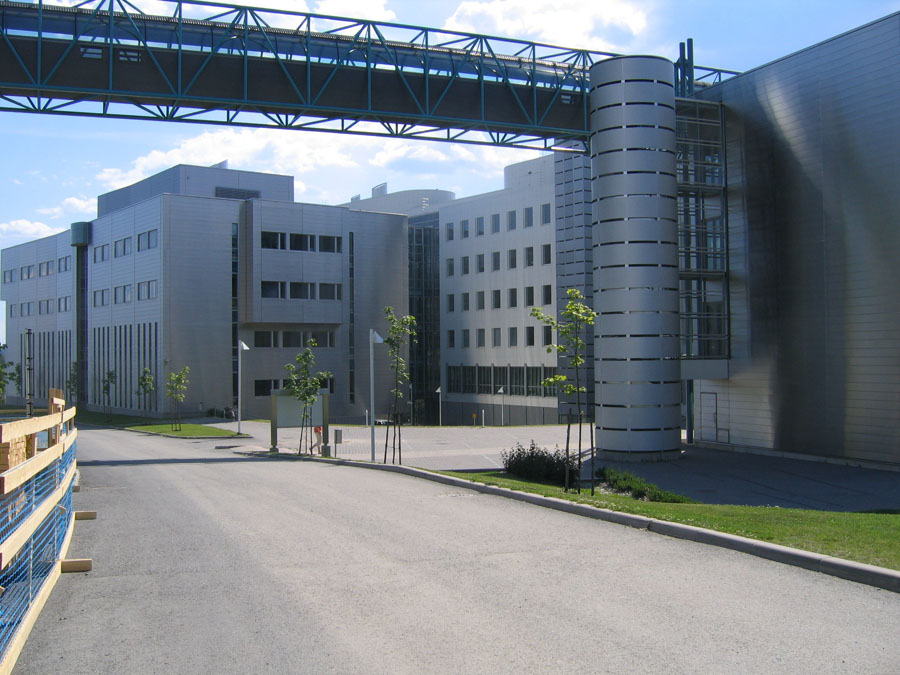
Universidad de Tampere.

La Universidad de Tampere, en finés Tampereen yliopisto (abreviatura TamY o Uta), Finlandia, fue una universidad pública de Finlandia hasta 2018. Contaba con cinco facultades (Ciencias Sociales, Humanidades, Ciencias Pedagógicas, Ciencias Económicas y Empresariales, y Medicina). Tuvo su origen en una escuela superior popular fundada en Helsinki, en 1925, que luego funcionó como Escuela Superior de Ciencias Sociales a partir de 1930 y fue trasladada a Tampere en 1960. El nombre actual, Universidad de Tampere, data de 1966. A partir del 1 de enero de 2019 fue unida con la Universidad Tecnológica de Tampere para formar la nueva Universidad de Tampere.
La universidad está dividida en seis facultades:
- Facultad de Económicas y Administración
- Facultad de Educación
- Facultad de Humanidades
- Facultad de Ciencias de la Información
- Facultad de Medicina
- Facultad de Ciencias Sociales

Además de los estudios, la Universidad de Tampere también concede gran importancia a los deportes, ofreciendo una gran variedad de actividades para estudiantes y personal de la universidad que van desde clases de aerobic hasta ir al gimnasio, pasando por clases de baile o deportes más comunes como fútbol, baloncesto...etc.
El centro de deportes Atalpa se encuentra localizado en área del campus universitario justo detrás del edificio principal de la universidad.